# Astragalus taebiae
Astragalus taebiae är en ärtväxtart som beskrevs av Zarre och Dieter Podlech. Astragalus taebiae ingår i släktet vedlar, och familjen ärtväxter. Inga underarter finns listade i Catalogue of Life.